# Ernst Cassirer
 (mars 2022).
Si vous disposez d'ouvrages ou d'articles de référence ou si vous connaissez des sites web de qualité traitant du thème abordé ici, merci de compléter l'article en donnant les références utiles à sa vérifiabilité et en les liant à la section « Notes et références ».
 (mars 2022).
Pour les articles homonymes, voir Cassirer.
Ernst Cassirer, né le 28 juillet 1874 à Breslau et mort le 13 avril 1945 à New York, est un philosophe allemand, naturalisé suédois, représentant d'une variété de néokantisme, courant fondé par Paul Natorp et Hermann Cohen, développé dans ce qu'on appelle aujourd'hui l'école de Marbourg.

## Biographie
Né le 28 juillet 1874 à Breslau, Ernst Cassirer est le fils de commerçants israélites.
Il s'inscrit d'abord à l'université de Berlin comme étudiant en droit, puis aux universités de Leipzig et de Heidelberg. De retour à Berlin en 1894, il suit les cours de Georg Simmel sur la philosophie de Kant et afin de comprendre la philosophie critique, il « s'adonne aux mathématiques, à la physique et à la biologie ».
À Marburg en 1896, il suit l'enseignement du néo-criticiste Hermann Cohen et en 1899, il soutient sa thèse de doctorat sur La Critique cartésienne de la connaissance mathématique et des sciences de la nature.
En 1929, Cassirer prend la défense du régime dans un discours qu'il prononce à l'occasion du dixième anniversaire de la République de Weimar, discours publié sous le titre Die Idee der republikanischen Verfassung. Nommé recteur de l'université, il est par la même occasion le premier juif à occuper un tel poste en Allemagne.
La prise du pouvoir par Hitler en 1933 le pousse à quitter l'Allemagne. Selon la loi sur la fonction publique du 7 avril 1933, la loi sur la restauration de la fonction publique de métier, les fonctionnaires qui ne sont pas de souche aryenne sont mis à la retraite d'office. Cassirer part enseigner à l'université d'Oxford (1933-1935), puis à Göteborg, en Suède (1935-1941). Naturalisé suédois en 1939, il s'estime en danger avec l'extension de la guerre en Europe et émigre aux États-Unis en 1941. Il est accueilli comme professeur à l'université Yale (1941-1944) à New Haven, puis à l'université Columbia (1944-45) à New York. Il écrit au cours de ces années, dans un anglais impeccable, An Essay on Man (Essai sur l'homme), où il réfléchit sur la signification d'une anthropologie philosophique, puis The Myth of the State (Le Mythe de l'État), où il tente de comprendre l'émergence du totalitarisme en Europe. Il meurt en 1945, à la fin de la Seconde Guerre mondiale, alors qu'il corrige les épreuves du dernier chapitre du Mythe de l'État.

### Famille
L'un des cousins d'Ernst Cassirer, l'éditeur Bruno Cassirer, publiera une partie des ouvrages du philosophe.

## Philosophie
Ernst Cassirer est traditionnellement rattaché au courant du libéralisme et surtout au courant que l'on appelle le néo-kantisme, même si son œuvre reste unique au XXe siècle, en particulier par les liens qu'elle établit entre sciences de l'esprit (Geisteswissenschaften) et la réflexion sur les sciences de la nature. Il est d'usage de le considérer comme un membre de l'École de Marbourg. Par ailleurs, Ernst Cassirer fut un grand professeur d'histoire de la philosophie, avec des études sur la Renaissance (Individu et Cosmos à la Renaissance), sur Jean-Jacques Rousseau (Le Problème Jean-Jacques Rousseau), sur les Lumières et sur G. W. F. Hegel. Les ouvrages d'histoire de la philosophie que l'on doit à Cassirer sont davantage consultés aujourd'hui que son œuvre philosophique originale.

### Théorie de la connaissance
Ernst Cassirer a choisi d'aller à l'université de Marbourg, afin de poursuivre des études philosophiques qu'il avait commencées à Berlin avec Max Scheler, auprès de Hermann Cohen et de Paul Natorp. Ses premiers travaux, qui s'inscrivent dans le courant néo-kantien, sont consacrés à la théorie de la connaissance. L'espace et le temps ne sont plus des a priori, comme chez Kant, mais des perceptions originaires. L’a priori est un présupposé logique du jugement sur les faits, comme le jugement de causalité. Aux yeux des philosophes de l'École de Marbourg, l’a priori n'a pas le statut d'une catégorie transcendantale, mais d'un invariant logique.
C'est avec Les concepts de substance et de fonction (1910) que Cassirer commence à tracer son propre chemin. Il montre que les concepts utilisés en mathématiques et dans les sciences de la nature ne sont pas des concepts désignant des choses, mais des relations. L'objet de connaissance est abordé comme un tissu de relations. Versé dans les théories de la physique contemporaine, Cassirer réévalue la relation de l'espace et du temps à la lumière de la théorie de la relativité (1921) d'Einstein, mais aussi de l'intuitionnisme mathématique (Luitzen Egbertus Jan Brouwer) et des paradoxes de la théorie des ensembles (Russell).

### De la bibliothèque Warburg aux «formes symboliques»
À l'Université de Hambourg, Cassirer trouve des ressources extraordinaires dans la Bibliothèque des sciences culturelles (Kulturwissenschaftliche Bibliothek Warburg, transférée à Londres en 1933), fondée par Aby Warburg. Historien de l'art génial, Warburg avait rassemblé plus de soixante mille livres sur les cultes anciens, les rituels, les mythes, la magie et l'art, qu'il concevait à partir de la survivance de formules de pathos. L'art de la Renaissance, dont Warburg était un spécialiste, pouvait ainsi apparaître à Hambourg comme l'expression la plus achevée de certains invariants de la culture.
C'est dans la Théorie des formes symboliques, élaborée et publiée dans les années 1920, que Cassirer développe une tentative originale pour unifier les modes de pensée scientifique et non-scientifique. Grâce à l'exploration des « formes symboliques », sortes d'invariants de la culture humaine, le philosophe espère réunir la science et les autres productions culturelles de l'esprit dans une même vision philosophique. Des formes plus primitives de la représentation du monde sont à l'origine de formes culturelles plus élevées et plus sophistiquées. Ainsi, la religion et l'art se développent à partir du mythe, et le langage scientifique à partir du langage naturel. Ces positions sont incompatibles avec le néo-kantisme et conduisent Cassirer à s'intéresser davantage à la période du romantisme et de l'idéalisme allemands.
Le symbole est à la base de sa philosophie de la culture. L'esprit humain produit des symboles, qui créent un « monde » signifiant et proprement humain. Lorsque l'esprit humain est incapable de tenir à distance le symbole, celui-ci redevient mythe et lui fait perdre ses repères. Cette philosophie vise à unifier les différents aspects de l'esprit humain en définissant l'homme, à la suite de Wilhelm von Humboldt, comme un animal symbolique. Pour lui, l'esprit humain se développe par symbolisation toujours plus précise et sophistiquée. Il jeta les bases de sa philosophie dans un article de 1910 Forme et fonction, qu'il reprit et étoffa dans Philosophie des formes symboliques. Le symbole produit par l'esprit permet à l'être humain de toujours mieux connaître le monde qui l'entoure. Cette symbolisation part de la perception brute telle qu'elle est donnée par les sens, pour ensuite la structurer au moyen de concepts et idées toujours plus exactes. Ainsi, pour Cassirer, la science moderne constitue l'aboutissement du développement de l'esprit humain, tel que l'histoire de la connaissance et de la pensée le montrent. Pour lui, sans que cela soit explicitement exprimé, la science est le mode supérieur de connaissance.

### La controverse de Davos
En 1929, il participe au deuxième cours universitaire de Davos (Suisse), resté célèbre par la confrontation avec Heidegger. Celui-ci veut fonder une « analytique existentielle du Dasein » et procède entre autres à une relecture radicale de Kant — en s'appuyant en particulier sur la première édition de la Critique de la Raison Pure où il voit une affirmation de la finitude de l'homme. Heidegger prend pour cible l'interprétation néo-kantienne de Kant en l'accusant d'oublier la question ontologique. Cassirer fait appel à la tradition kantienne pour demander comment le sujet construit ses représentations, et comment ces représentations peuvent être déclarées valides. Il définit la possibilité de vérités objectives, nécessaires et éternelles, par lesquelles le sujet rationnel échappe à la finitude. Ces vérités sont accessibles à travers l'expérience morale ou la recherche mathématique.
Malgré leur désaccord, Cassirer et Heidegger entretiendront des relations cordiales jusqu'à la loi d'avril 1933 qui démet les professeurs non aryens de leur charge, et l'émigration de Cassirer en Suède.
Cassirer veut rendre compte des productions de la raison en intégrant les avancées scientifiques les plus modernes de la physique nucléaire, de la linguistique, de l'analyse des mythes, etc. Qu'y a-t-il de commun entre ces différentes activités ? Comment rendre compte de l'histoire de l'esprit humain ? Quelle définition de l'homme peut-on en tirer ? En philosophe rationaliste, Cassirer tente d'élargir le cadre kantien classique (des « catégories » fondant des « représentations ») à toutes les activités de l'esprit humain.

### La culture, processus de libération de l'esprit
Cassirer a tenté de renouveler la critique kantienne en l'élargissant à la culture. Il veut comprendre l'esprit humain à travers ses productions culturelles objectives, et pas seulement à travers ses perceptions ou ses représentations. L'homme entretient avec autrui et son environnement un rapport de symbolisation, qui lui offre une meilleure compréhension du monde et de soi, une plus grande efficacité dans l'action, et une distance à l'égard de ses propres représentations ou émotions.
En philosophe rationaliste, il veut décrire comment l'homme accède aux représentations objectives, dont la science moderne est selon lui l'expression la plus haute. Le fil directeur de ce travail de longue haleine est l'exploration des « formes symboliques », dans lesquelles Cassirer englobe toutes les formes mythiques, linguistiques, artistiques ou scientifiques de la culture. L'homme ne naît pas avec des représentations, mais les construit. Son histoire tant individuelle que collective correspond à un passage des formes symboliques primitives aux formes symboliques supérieures. L'homme a par conséquent les représentations qu'il mérite : Cassirer conserve l'idée de progrès de la raison, de l'individu et du corps social. La culture est un processus historique de construction et de libération de soi.
La « personnalité libre » (die freie Persönlichkeit) est le but de la culture. C'est en effet à travers leur appropriation par les individus que les biens culturels peuvent devenir vivants, et sont susceptibles de progrès. Cassirer voit dans la libération de l'individu par la culture un but légitime, la culture ayant dès lors le sens d'une éducation de l'homme. C'est dans cette perspective qu'il déclare que sa propre philosophie présente un « intérêt pratique », et pas seulement théorique. Par ailleurs, la reconnaissance de formes culturelles différentes des nôtres ne procède pas chez Cassirer d'un principe de relativité (appelé aujourd'hui relativisme culturel) mais apparaît comme le résultat d'une reconnaissance plus fondamentale, accordée à la libération de soi de l'esprit humain à travers les processus culturels.

### L'anthropologie philosophique
La métaphysique spéculative ayant dû, avec Kant, renoncer à ses prétentions, et l'existence d'une finalité de l'existence humaine ayant été mise à mal par Nietzsche, Darwin et Freud, Cassirer pense que les questions de la finalité morale et de la nature de l'humain se posent avec une acuité toute particulière. Aussi une anthropologie philosophique doit-elle selon lui explorer le monde de la culture et réfléchir sur ce monde, afin de compléter la connaissance que procure la philosophie de l'esprit.
L'homme n'est pas seulement un être organique et spirituel, mais un être qui demande et fabrique du sens. La relation de l'esprit et du corps doit être elle-même restituée dans le champ des significations symboliques. Comme producteur et récepteur des associations symboliques, l'homme est qualifié d'animal symbolicum : par cette définition, Cassirer fait écho à la définition traditionnelle de l'homme comme animal rationnel, mais l'élargit en même temps à toutes les « formes symboliques » qui ne sont pas directement des produits de la raison. Ainsi, le réseau de renvois, de significations, de sentiments et d'aspirations qui constitue le monde symbolique humain est toujours déjà incarné dans des productions matérielles (architecture, représentations picturales, traditions musicales, gastronomie, mythes oraux puis écrits, arts décoratifs...). Cassirer souligne alors que « le concept de raison est totalement inapproprié, si l'on veut saisir les formes de la culture dans leur plénitude et leur diversité » (Essai sur l'homme).
L'Essai sur l'homme constitue la synthèse de sa vision de l'homme, mise sur papier à la demande de ses amis américains et rendue plus accessible que les éléments anthropologiques de la Philosophie des formes symboliques. La question directrice est ce qui fait au XXe siècle l'unité de l'idée de l'homme. Devant la diversité de la philosophie moderne, Cassirer renonce toutefois à l'entreprise d'unification : « La théorie moderne a perdu son centre de référence intellectuel. Nous avons gagné en échange une complète anarchie de la pensée. »
« Telle est l’étrange situation où se trouve la philosophie moderne. Aucune autre époque n’a été dans une position aussi favorable en ce qui concerne les sources de la connaissance de la nature humaine. La psychologie, l’ethnologie, l’anthropologie et l’histoire ont réuni un ensemble de faits d’une richesse étonnante et qui ne cesse de croître. [...] Si nous ne parvenons pas à trouver un fil d’Ariane pour sortir de ce labyrinthe, aucune connaissance réelle du caractère général de la culture humaine ne sera possible ; nous continuerons à nous perdre dans une masse de données isolées et éparses, dépourvues apparemment de toute unité conceptuelle. »

### Le philosophe rattrapé par le politique
De Göteborg, Ernst Cassirer émigre aux États-Unis en 1941. Le philosophe, rattrapé par l'histoire et pressé par ses amis d'analyser le présent, rédige An Essay on Man, puis The Myth of the State, ouvrage dans lequel il a pour ambition de fond d'expliquer le phénomène nazi à partir de la construction mythique que représente l'État en Europe. Le titre de ce dernier livre est une réponse à l'œuvre majeure de l'idéologue nazi Alfred Rosenberg, Le mythe du 20e siècle (Der Mythus des zwanzigsten Jahrunderts, 1934, Mythus étant un choix de Rosenberg à la place de Mythos), où les formes de la culture et de la politique sont expliquées à partir de la différence des races.
Cassirer aborde la question du lien entre morale et politique au Moyen Âge, à la Renaissance, à l'âge moderne (Hegel) et lors de la montée des nationalismes. Une bonne partie du livre est consacrée à Machiavel. Il voit ainsi dans Le Prince de Machiavel le « moment » où le pouvoir devient un phénomène autonome, s'émancipant de la religion et de la morale : « Ce livre décrit avec une parfaite indifférence les moyens par lesquels on acquiert et conserve le pouvoir. Il ne dit pas un mot sur le bon usage du pouvoir. [...] Machiavel regarde le combat politique comme un jeu d'échecs. La seule chose qui l'intéresse, c'est le coup gagnant. »
Le Mythe de l'État se compose de trois parties :
- 1re - la définition du mythe
- 2e - la lutte entre mythe et raison dans la philosophie politique classique
- 3e - l’effondrement de la rationalité et la victoire du mythe au cours du XXe siècle.

Le Mythe de l'état aborde l'usage délétère et dangereux du mythe en politique et donc du discours symbolique coupé du réel.  

## Réception et influence
Il eut une influence majeure sur Maurice Merleau-Ponty, en particulier dans la Phénoménologie de la perception [réf. souhaitée].

## Œuvres

### Ouvrages de Cassirer, par ordre de publication
- Leibniz’ System in seinen wissenschaftlichen Grundlagen. Marburg, Elwert, 1902.
- Das Erkenntnisproblem in der Philosophie und Wissenschaft der neueren Zeit, t. 1, Berlin, Bruno Cassirer, 1906.
- Das Erkenntnisproblem in der Philosophie und Wissenschaft der neueren Zeit, t. 2, Berlin, Bruno Cassirer, 1907.
- « Kant und die moderne Mathematik », Kant-Studien 12, 1907, p. 1-40.
- Substanzbegriff und Funktionsbegriff: Untersuchungen über die Grundfragen der Erkenntniskritik. Berlin, Bruno Cassirer, 1910.
- Zur Einsteinschen Relativitätstheorie. Erkenntnistheoretische Betrachtungen. Berlin, Bruno Cassirer, 1921.
- Dei Begriffsform im mythischen Denken, 1922.
- Philosophie der symbolischen Formen. Première partie : Die Sprache. Berlin: Bruno Cassirer, 1923.
- Philosophie der symbolischen Formen. Deuxième partie : Das mythische Denken. Berlin: Bruno Cassirer, 1925.
- Individuum und Kosmos in der Philosophie der Renaissance. Leipzig, Teubner, 1927.
- « Erkenntnistheorie nebst den Grenzfragen der Logik und Denkpsychologie », Jahrbücher der Philosophie, 1927, 3, p.31-92,
- Die Idee der republikanischen Verfassung. Hamburg, Friedrichsen, 1929.
- Philosophie der symbolischen Formen. Troisième partie: Phänomenologie der Erkenntnis. Berlin, Bruno Cassirer, 1929.
- « Kant und das Problem der Metaphysik. Bemerkungen zu Martin Heideggers Kantinterpretation », Kant-Studien 36, 1931, p. 1-16.
- Die Philosophie der Aufklärung. Tübingen: Mohr, 1932.
- « Determinismus und Indeterminismus in der modernen Physik », Göteborg: Göteborgs Högskolas Årsskrift 42, 1936.
- « Axel Hägerström : Eine Studie zur Schwedischen Philosophie der Gegenwart », Göteborg, Göteborgs Högskolas Årsskrift 45, 1939.
- « Zur Logik der Kulturwissenschaften », Göteborg, Göteborgs Högskolas Årsskrift 47, 1942. Traduit en anglais sous le titre The Logic of the Humanities. New Haven, Yale University Press, 1961.
- An Essay on Man. New Haven, Yale University Press, 1944.
- The Myth of the State, New Haven, Yale University Press, 1946.

### Ouvrages de Cassirer disponibles en français
- La Philosophie des Lumières, trad. Pierre Quillet, Paris, Fayard, 1996 ; rééd. Agora Poche, 1986.
- La Philosophie des Lumières, Paris, Fayard, 1990,  (ISBN 2213026033)
- La Philosophie des formes symboliques (1923-1929), 3 tomes, Paris, Éditions de Minuit, 1972. T. I : Le langage (1923), t. II : La pensée mythique (1925), t. III : La phénoménologie de la connaissance (1929).
  - Le Langage, trad. Øle Hansen Løve et Jean Lacoste ;
  - La Pensée mythique, trad. Jean Lacoste ;
  - La Phénoménologie de la connaissance, trad. Claude Fronty.
- Langage et mythe, trad. Øle Hansen Løve, Paris, Minuit, 1973.
- Essai sur l’homme, trad. Norbert Massa, Paris, Minuit, 1975.
- Substance et Fonction, trad. Pierre Caussat. Paris, Minuit, 1977.
- Individu et Cosmos, trad. Pierre Quillet. Paris, Minuit, 1983.
- Le Problème de la connaissance (1906-1920), t. I : De Nicolas de Cues à Bayle, t. II : De Bacon à Kant, t. III : Les systèmes post-kantiens, t. IV : De la mort de Hegel aux temps présents, Éditions du Cerf : Œuvres t. XIX, XX, XVII, XVIII.
- La Théorie de la relativité d'Einstein, Paris, PUF, 1991
- Le Problème de la connaissance, t. IV. « De Hegel à l’époque présente », trad. Jean Lacoste, Joël Gaubert, Pierre Osmo, Isabelle Thomas-Fogiel, Paris, Le Cerf, 1995
- L’Idée de l’histoire, trad. Fabien Capeillières, Isabelle Thomas. Paris, Cerf, 1988.
- Logique des sciences de la culture, trad. Jean Carro et Joël Gaubert, Paris, Cerf, 1991.
- Rousseau, Kant et Goethe, trad. Jean Lacoste, Paris, Belin, 1991.
- Le Mythe de l’État, trad. Bertrand Vergely, Paris, Gallimard, 1993; réédition dans la collection TEL, février 2020.
- Écrits sur l’art, trad. Fabien Capeillières, Paris, Cerf, 1995.
- Éloge de la métaphysique, trad. Jean Carro et Joël Gaubert, Paris, Cerf, 1996.
- Trois Essais sur le symbolique, trad. Jean Carro et Joël Gaubert, Paris, Cerf, 1997.
- Descartes, Corneille, Christine de Suède, trad. Madeleine Francés et Paul Schrecker, Paris, Vrin, 1997.
- Le Problème de la connaissance dans la philosophie et la science des Temps modernes t. 1. De Nicolas de Cues à Bayle. Paris, Le Cerf, 2004
- Le Problème de la connaissance dans la philosophie et la science des Temps modernes t. 2 Le Cerf, 2005
- Le Problème Jean-Jacques Rousseau, trad. Marc de Launay, préface de Jean Starobinski, Paris, Hachette, 2006
- Descartes, Doctrine, personnalité, influence, trad. Philippe Guilbert, Paris, Le Cerf, 2008
- Liberté et forme : l'idée de la culture allemande, trad. Jean Carro, Martha Willmann-Carro et Joël Gaubert, Paris, Le Cerf, 2001.
- Déterminisme et indéterminisme dans la physique moderne : études historiques et systématiques du problème de la causalité, trad. Jean Seidengart, Paris, Les Belles Lettres, 2025.

### Articles de Cassirer disponibles en français
- « Le Langage et la construction du monde des objets », trad. Paul Guillaume, dans Essais sur le langage, Paris, Minuit, 1969
- « L’unité dans l’œuvre de Rousseau », dans La Pensée de Rousseau, Paris, Seuil, 1984.
- « Le Problème Jean-Jacques Rousseau », trad. Marc B. de Launay, Revue de métaphysique et de morale, Paris, Colin, 1986, no 2 et no 3. L'original, en allemand, était paru en 1932 dans Archiv für Geschichte der Philosophie.
- « Le Judaïsme et les mythes modernes », Revue de métaphysique et de morale, Paris, A. Colin, 1991, no 3.
- « Hölderlin et l’idéalisme allemand (première partie) », traduit de l’allemand par Françoise Delignon, Hédi Kaddour, Po&sie, 2013/3-4 (no 145-146), p. 183-198. DOI : 10.3917/poesi.145.0183. [lire en ligne]
- « Hölderlin et l’idéalisme allemand. (seconde partie) »,traduit par Françoise Delignon, Hédi Kaddour, Po&sie, 2014/3-4 (no 149-150), p. 205-222. DOI : 10.3917/poesi.149.0205, [lire en ligne]
- « Le structuralisme dans la linguistique moderne », Philosophia Scientiæ, 2024/1 (28-1), p. 107-130, [lire en ligne]

#### Études sur Cassirer en allemand
- Hans Jörg Sandkühler (de), Detlev Pätzold (dir.), Kultur und Symbol. Ein Handbuch zur Philosophie Ernst Cassirers. Metzler, Stuttgart 2003,  (ISBN 3-476-01974-8), Kapitel 6: Die Sprache. (PDF; 392 kB)
- Andreas Graeser (de): Ernst Cassirer. Beck, Munich, 1994,  (ISBN 3-406-34639-1).
- Heinz Paetzold (de): Ernst Cassirer zur Einführung. 4. Auflage, Junius, Hambourg 2014,  (ISBN 978-3-88506-371-1)
- (de) Helmut Kuhn, « Cassirer, Ernst Alfred », dans Neue Deutsche Biographie (NDB), vol. 3, Berlin, Duncker & Humblot, 1957, p. 168–169 (original numérisé).

#### Études sur Cassirer en français
- Bazinek, Leonore, >Hegel< dans la philosophie politique de Cassirer, texto! vol. XXIII, no 4, .
- Bazinek, Leonore, Synthèse de l'>Introduction< au Problème de la connaissance I et II d'Ernst Cassirer, texto! vol. XXIII, no 1, .
- « Cassirer », Revue de métaphysique et de morale, Paris, Colin, 1992, no 4.
- Gilbert Durand, « CASSIRER ERNST (1874-1945) », sur www.universalis.fr (consulté le 2 juin 2024)
- Gaubert, Joël, La Science politique d’Ernst Cassirer, Paris, Kimé, 1996
- Feron, Olivier, Finitude et sensibilité dans la philosophie d’Ernst Cassirer, Paris, Kimé, 1997.
- Friedman, Michael, Ernst Cassirer, The Stanford Encyclopedia of Philosophy, 2004 [2016].
- Philonenko, Alexis, L’École de Marbourg. Paris, Vrin, 1989.
- Lartillot, Françoise (dir.), Ernst Cassirer, Geist und Leben, L'Harmattan, 2003.
- Lassègue, Jean, Cassirer – Du transcendantal au sémiotique, collection « Mathesis », Vrin, Paris, 2016, 242 p.,  (ISBN 978-2-7116-2690-8).
- Martinez, Marie-Louise / Bazinek, Leonore, Cassirer ou l'anthropologie du symbolique : enjeux éducatifs pour penser la culture aujourd'hui, Questions Vives no 28, .
- « Ernst Cassirer (1874-1945) », sur www.philomag.com (consulté le 2 juin 2024)
- Olivier Perru, « Ernst Cassirer, Le problème de la connaissance dans la philosophie et la science des temps modernes. Vol. III: Les systèmes postkantiens » [compte-rendu], Traduction de l'allemand à l'initiative du Collège de philosophie revue par Christian Bouchindhomme. Préface par Massimo Ferrari. In: Revue Philosophique de Louvain. Quatrième série, tome 99, no 2, 2001. p. 312-316, [lire en ligne]
- Seidengart, Jean (dir.), Ernst Cassirer. De Marbourg à New York. L’itinéraire philosophique, Paris, Cerf, 1990.
- Vergely, Bertrand, Cassirer, La Politique du juste, Michalon, 1998.
- Verley, Xavier, Sur le symbolisme. Cassirer, Whitehead et Ruyer, Louvain-la-Neuve, Les Éditions Chromatika, 2013.  (ISBN 978-2-930517-38-4) ; 211 p.
- van Vliet, Muriel, La forme selon Ernst Cassirer - De la morphologie au structuralisme, Paris, Presses Universitaires de Rennes, 2011.
- Maude Pugliese. "Philosophie des formes symboliques dans le champ des sciences et la culture : Principes de Conceptualisation et d'interprétation chez Ernst Cassirer." Université du Québec à Montréal. (SDU-522 - Rév.01-2006)